# Akkad (città antica)
Akkad (𒀀𒂵𒉈𒆠 A-ga-deki in sumero classico e accadico o 𒌵𒆠 URIKI nel sumero della terza dinastia di Ur; nota in italiano anche come Agadé o in greco come Ἀρχάδ, Archád o Ἀχάδ, Achád) era una città della Mesopotamia centrale, capitale dell'impero accadico. La città diede il nome anche alla Media Mesopotamia, l'area subito a nord di Sumer.
La parola akkad non deriva propriamente dall'accadico, ma più sicuramente dal sumero. Il nome della città deriva dalla semitizzazione della parola sumera agadé, che significa 'corona di fuoco', evidente allusione alla dea Ištar (tra l'altro venerata anche come Agadé), dea della stella del giorno e della sera.
La città raggiunse il suo massimo splendore tra il XXIV ed il XXII secolo a.C., dovendo la sua fama soprattutto alle gesta del suo fondatore, Sargon, che conquistò quasi tutta la regione, fino al Golfo Persico. La città viene citata anche nell'Antico Testamento (Genesi, 10,9-12) come parte del regno di Nimrod, sovrano del leggendario regno di Babele.
Dal punto di vista archeologico il sito non è stato ancora individuato e negli anni si sono succedute diverse supposizioni al riguardo. Molte delle ipotesi più antiche la collocavano lungo le sponde dell'Eufrate, mentre più recentemente si ipotizza sorgesse lungo il Tigri, tanto che secondo alcuni studiosi si troverebbe sotto l'attuale Baghdad.